# 1551
1551 (MDLI) je bilo navadno leto, ki se je po julijanskem koledarju začelo na četrtek.

## Dogodki
- 1. januar

## Rojstva
- 19. september - Henrik III. Francoski († 1589)

## Smrti
- 28. februar - Martin Bucer, nemški reformator (* 1491)

Neznan datum
- Sahib I. Geraj, kan Kazanskega in Krimskega kanata (* 1501)